# FBC Torinese
A Football Club Torinese, rövidítve FBC Torinese egy már megszűnt olasz labdarúgócsapat. A klubot 1894-ben alapították és 1906-ban szűnt meg. A legjobb eredményük egy második hely.

## Története
A Torinese a legrégebbi torinói labdarúgóklub, régebbi mindkét jelenlegi első osztályú klubnál, a Juventusnál és a Torinónál is. A klub egyike az olasz labdarúgó-bajnokság 4 alapító csapatának. Az első szezonban, 1898-ban rögtön az első körben kiestek, az Internazionale Torino 2–1-gyel búcsúztatta őket. A következő szezonban ugyanilyen eredménnyel estek ki, de ekkor egy másik torinói csapat, a Ginnastica Torino búcsúztatta őket.
1900-ban az Internazionale beolvadt a klubba, de megtartották a Torinese nevet. Ebben a szezonban, az új játékosokkal kiegészülve, történetük során először és utoljára eljutottak a bajnokság döntőjébe. A döntőig vezető úton többek között a Juventust és a Milant is búcsúztatták.
A csapat életében ezután egy év szünet következett, ezután 1902-ben már ismét indultak a bajnokságban. A szezon során több nagyon magabiztos győzelmet is arattak, többek között a városi rivális Juventust 4–1-re győzték le. Ám ezúttal is az elődöntő volt a végállomás, ahol a címvédő Genoa CFC gólgazdag mérkőzésen, 4–3-mal búcsúztatta őket.

### A klub megszűnése
1906-ban a Juventus pár tagja úgy határozott, hogy elköltöztetik a klubot Torinóból. A klubból emiatt páran kiváltak, és megalapították a mai Torino FC elődjét. A Torinesétől többen is az új klubhoz igazoltak, így a mivel a klubnál csak pár játékos maradt, így megszűntek.

## Ismertebb játékosok
- Edoardo Bossio

## Sikerek
- Bajnoki ezüstérem
  - 1900